# Антрім (місто)
Антрім (англ. Antrim, від ірл. Aontroim — самотній кряж) — місто, що знаходиться в  однойменному графстві в Північній Ірландії, розташоване на березі річки Сікс-Майл-Вотер (Six Mile Water), на північному березі озера Лох-Ней. За переписом 2011 року, у місті проживало 23 375 осіб. Антрім знаходиться за 35 км на північний захід від Белфаста. 

## Історія
Згідно переказам, в Антрімі в 495 році, через тридцять років після смерті Святого Патрика, був заснований монастир, а навколо нього виросло невелике поселення.  Кругла вежа, також відома як "Шпиль", - це все, що залишилось. У середні віки ця територія була частиною гельського королівства Дал н-Арайде, яке охоплювала більшу частину сучасного графства. На східній околиці міста знаходиться кільцеподібний форт під назвою Ратмор (Ráth Mór, "великий форт"), який слугував резиденцією для королів Дал н-Арайде.
До 1596 року англійське поселення виросло навколо броду через річку Сікс-Майл-Вотер. Парафіяльна церква Всіх Святих має камінь, датований 1596 р. із вирізаними словами "Gall-Antrum" - це можна перекласти як "Антрім англійців/ іноземців". Хью Клотуорті, батько англо-ірландського політика Джона Клотуотрі, віконта Мессеріна, керував будівлею військових кварталів біля старого норманського замку. Пізніше це місце стало відоме як Замок Мессерін. Х'ю був посвячений у лицарі в 1617 році і призначений верховним шерифом графства Антрім.
Біля Антріма відбулася битва між англійцями та ірландцями за правління  Едуарда III; а в 1642 р. на озері Лох-Ней відбулася морська битва.

## Демографія
На день перепису населення (27 березня 2011 р.) в Антримі проживало 23 375 людей,, що на 16,9% більше, ніж під час перепису 2001 року(20 001).
З них:
- 21,47% - у віці до 16 років та 13,33% - у віці 65 років і старше;
- 48,72% постійно проживаючого населення, були чоловіками та 51,28% - жінками;
- 54,80% належать до протестантського або іншого християнського середовища або виховуються в ньому, а 34,12% - у католицькому середовищі;
- 61,47% зазначили, що мають британську національну ідентичність, 30,76% мали північноірландську національну ідентичність та 11,56% мали ірландську національну ідентичність (респонденти могли вказати більше однієї національної ідентичності);
- 35 років був середнім  віком населення.
- 8,43% мали знання ольстерсько-шотландської мови, а 5,20% мали певні знання ірландської мови.

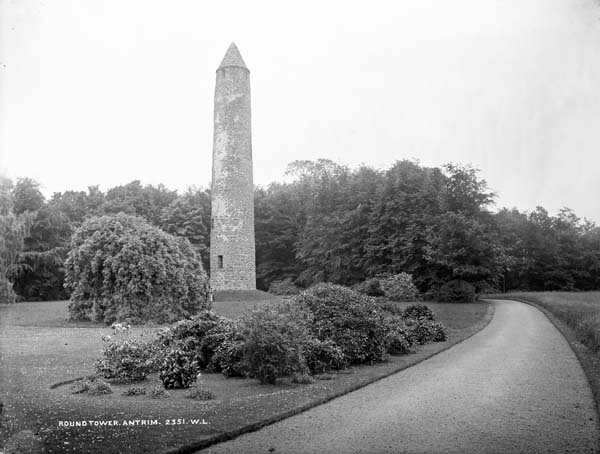
Антрімська кругла вежа